# Polystachyinae
Polystachyinae – podplemię roślin z rodziny storczykowatych (Orchidaceae). Obejmuje dwa rodzaje i 240 gatunków. Jeden rodzaj występuje tylko na Seszelach i Mauritiusie. Drugi rodzaj występuje na czterech kontynentach, w Ameryce Północnej i Południowej, Afryce, Azji.
Rośliny posiadają cztery pyłkowiny. Zapylenie odbywa się głównie przez małe insekty, jednakże u niektórych gatunków, na przykład Polystachya concrete, występuje samozapylenie.

## Systematyka
Podplemię sklasyfikowane do plemienia Vandeae z podrodziny epidendronowych (Epidendroideae) w rodzinie storczykowatych (Orchidaceae), rząd szparagowce (Asparagales) w obrębie roślin jednoliściennych.
Wykaz rodzajów
- Hederorkis Thouars
- Polystachya Hook.